# 李弘燮
李 弘燮（リ・ホンソプ、朝鮮語: 리홍섭）は、朝鮮民主主義人民共和国の軍人、政治家。核兵器研究所長、朝鮮労働党中央委員会委員。寧辺原子力研究所長などを歴任し、兵器級プルトニウムの生産などを主導したことから北朝鮮での核開発の核心人物とされる。朝鮮人民軍における軍事称号（階級）は上将。

## 経歴
出生地や生年月日は不明。就任時期は不明であるが寧辺原子力研究所長に任命された。2005年に訪朝したジークフリート・ヘッカースタンフォード大学教授の調査に応じ、出力50MWの原子炉建設を進めていることを認め、40㎏のプルトニウムを製造したと述べた。2009年7月16日には大量破壊兵器の取引に関与した人物として、国連安全保障理事会の北朝鮮制裁委員会によって制裁対象に指定され、2010年にはバラク・オバマアメリカ大統領によって追加の制裁対象に指定された。しかし、北朝鮮本国では核開発への貢献を認められ、2009年3月9日に実施された最高人民会議第12期代議員選挙で代議員に選出され、9月28日に開催された朝鮮労働党第3回党代表者会で朝鮮労働党中央委員会委員候補に選出され、2011年12月17日に金正日総書記が死去した際には、国家葬儀委員会委員に選ばれた。
2014年3月9日に実施された最高人民会議第13期代議員選挙で代議員に選出され、2016年5月9日に開催された朝鮮労働党第7次大会で朝鮮労働党中央委員会委員に選出された。同年9月には核兵器研究所長に任命されたと報道され、2017年9月9日に開催された水爆実験成功を祝い宴会に参加し、金正恩委員長と手を組んで歩いて歩き個人的な関係をアピールした。
2019年3月10日に実施された最高人民会議第14期代議員選挙で再選を果たした。